# Ruta de los clásicos valencianos

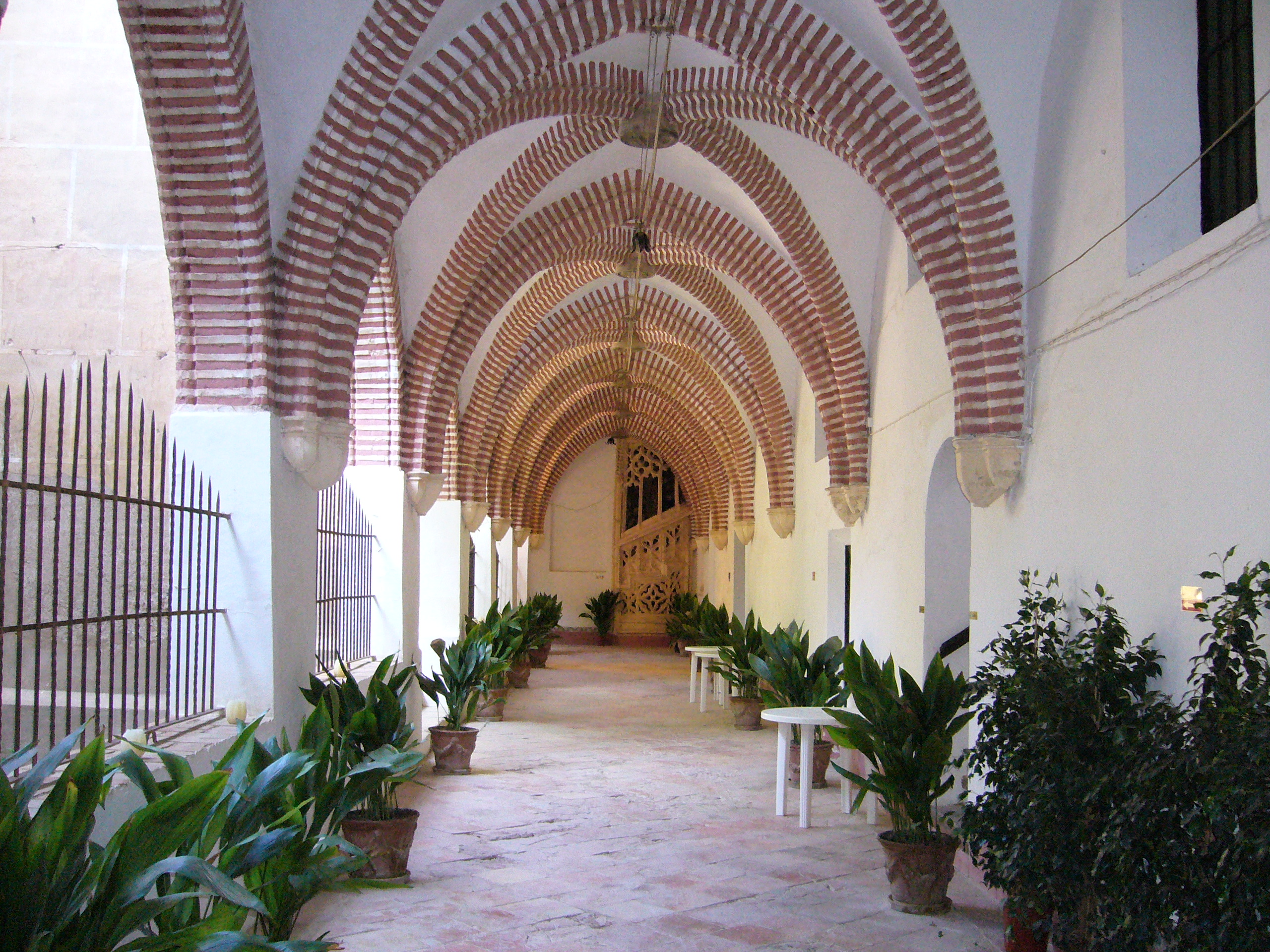
Monasterio de San Jerónimo de Cotalba.

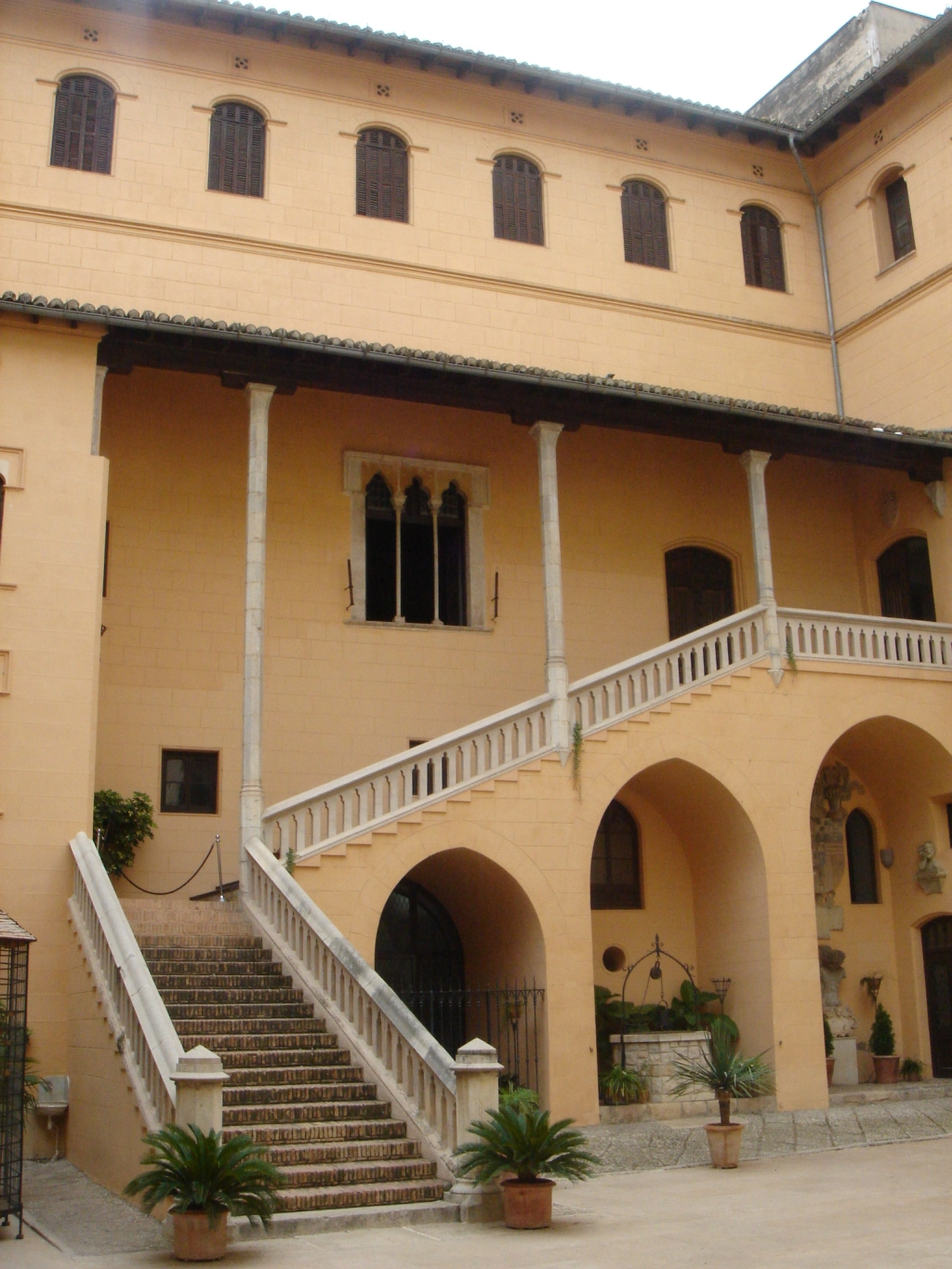
Palacio Ducal de Gandía.

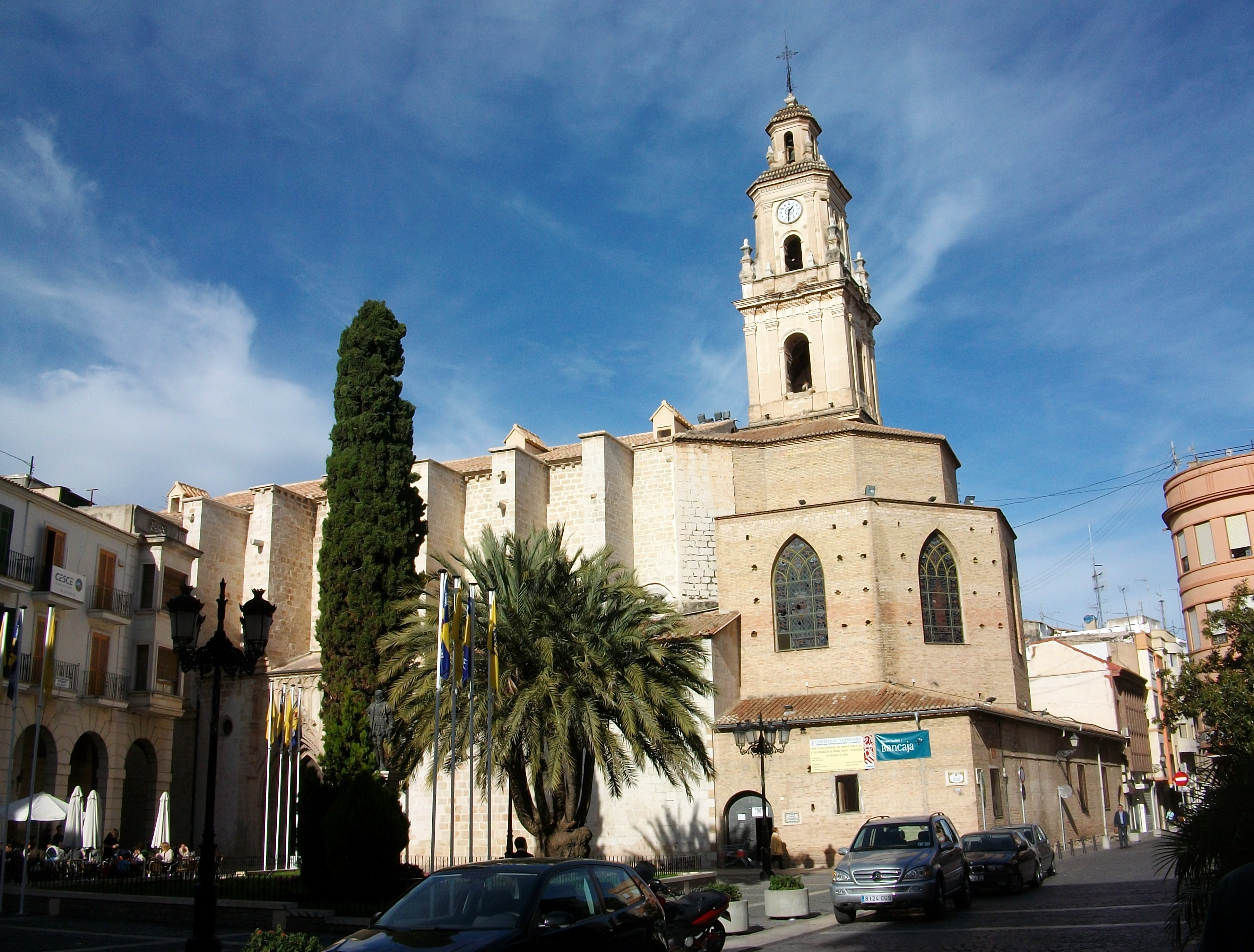
Colegiata de Gandía.

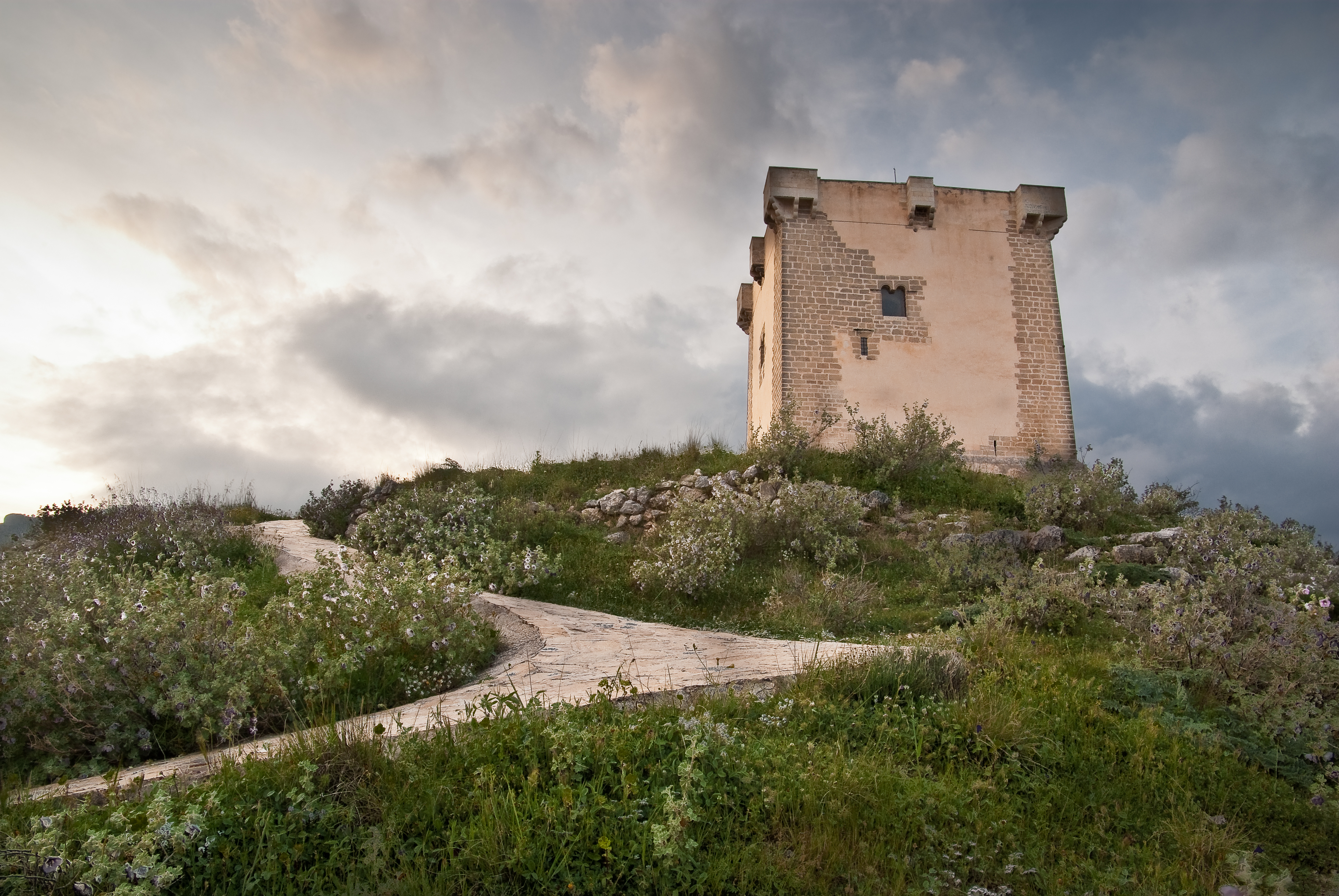
Castillo de Cocentaina.

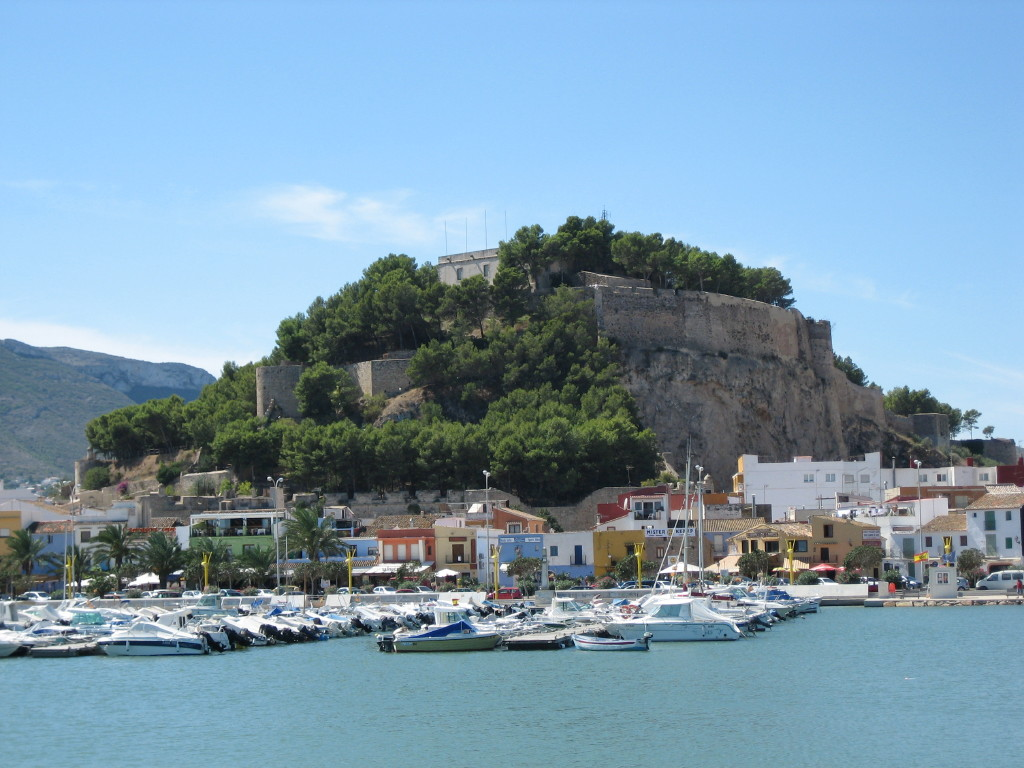
Castillo de Denia.

La Ruta de los clásicos valencianos (en valenciano Ruta dels clàssics valencians) es una ruta cultural por las tierras de los grandes escritores clásicos de la literatura valenciana del Siglo de Oro valenciano: Ausiàs March, Joanot Martorell y Joan Roís de Corella, los tres relacionados con la corte del duque Alfonso de Aragón el Viejo.
La ruta evoca el siglo XV valenciano y su patrimonio, de la mar, de los valles y las montañas, de la gastronomía y de los vinos, y de los varios acentos del valenciano con el eco de las inmortales palabras de los escritores valencianos más universales.

## Itinerario
El itinerario de la Ruta de los Clásicos es el siguiente: 
Gandía (Valencia):
- Palacio Ducal de Gandía
- Colegiata de Santa María de Gandía
- Hospital de San Marcos
- Convento de Santa Clara

Beniarjó (Valencia):
- Casa Señorial de los March

Alfahuir (Valencia):
- Monasterio de San Jerónimo de Cotalba

Albaida (Valencia)
- Castillo-Palacio de los Milán de Aragón
- Iglesia parroquial de la Asunción de Albaida
- Museo Segrelles

Cocentaina (Alicante): 
- Palacio Condal de Cocentaina
- Torres de la Muralla
- Barrio Medieval
- Castillo de Cocentaina

Jalón (Alicante):
- Casa Señorial de los Martorell
- Ruta de los Martorell

Denia (Alicante)
- Murallas de Denia
- Castillo de Denia
- Barrio marinero (el Rasset).

## La Ruta paso a paso
Gandía: La ciudad ducal fue el epicentro de la renovación literaria del siglo XV, donde tenían casa los March, los Martorell y los Roiç de Corella. 
- Palacio Ducal de Gandía: En el Palacio Ducal nuestros escritores se adentraron en las letras y en las artes de la caballería.
- Colegiata de Santa María de Gandía: Ejemplo del gótico religioso valenciano, nos devolverá el eco de los clásicos y también de los Borja, que refundaron el ducado en 1485.
- Hospital de San Marcos: Actualmente museo arqueológico, sus arcos góticos nos transportan a la Edad Media.
- Convento de Santa Clara: Su tesoro artístico recuerda el esplendor del antiguo Ducado de Gandía. Un lienzo de murallas del siglo XIV sobre el río Serpis cierra los restos medievales de la ciudad.

Beniarjó: 
- Este señorío funde propiedad de los March desde la conquista del Rey Jaime I. Ausias construyó un azud en el río Serpis para regar sus plantaciones de caña de azúcar. Se conservan los fundamentos de la casa familiar de los March y un aljibe subterráneo. Es posible visitar la iglesia parroquial.

Alfahuir:
- Monasterio de San Jerónimo de Cotalba: En Alfahuir, a 8 km de Gandía, se encuentra este monasterio de la Orden de los Jerónimos, uno de los primeros fundados en la Península y el primero de la Corona de Aragón. Construido por el duque Alfonso de Aragón el Viejo, la familia March tuvo una relación muy especial con este cenobio. Fue Pere March, padre del conocido poeta valenciano Ausias March, como mayordomo del Duque de Gandía, el encargado de organizar e idear la edificación del propio monasterio. La íntima relación de la familia March con este monasterio queda reflejada en la edificación de una capilla en la iglesia y el enterramiento de su padre, Pere March y también el de las dos esposas del conocido poeta. Otro importante personaje literario que también frecuentó el Monasterio fue el escritor valenciano Joanot Martorell, ya que la primera mujer de Ausias March, Isabel Martorell, era hermana suya.

Albaida: 
- Castillo-Palacio de los Milán de Aragón: Los restos de las murallas del siglo XV y el palacio de los Milá y Aragón forman un conjunto monumental. Actualmente el palacio alberga el Museo Internacional de Marionetas de Albaida (MITA).
- Iglesia parroquial de la Asunción de Albaida
- Museo Segrelles: Es la casa-museo dedicada al pintor valenciano Josep Segrelles.

Cocentaina: La capital de la comarca del Condado de Cocentaina conserva su fisonomía medieval.
- Palacio Condal de Cocentaina: Construido por el almirante Roger de Lauria, fue en el siglo XV propiedad de los Roís de Corella, linaje del escritor de Gandía.
- Torres de la Muralla
- Barrio Medieval
- Castillo de Cocentaina: Arriba de la población se encuentra la imponente torre que preside la comarca del Condado de Cocentaina.

El Valle de Jalón fue propiedad de Joanot Martorell y de Ausias March. Desde Cocentaina se atraviesan montañas de estimable belleza: los valles de la Marina Alta (Planes, Vall de Gallinera, Valle de Alcalá y Vall de Ebo). El caudillo musulmán Al-Azraq se resistió aquí a la conquista del Reino de Valencia en el siglo XIII, rebelión que es el origen de la fiesta de Moros y Cristianos.  
Jalón:
- Casa Señorial de los Martorell: En la Plaza Mayor de Jalón se conserva la casa señorial de los Martorell, aunque reconstruida en el siglo XIX. Es la misma plaza donde se cuenta que Ausias March prometió a sus vasallos respetar sus costumbres y leyes musulmanas.
- Ruta de los Martorell: En Jalón se encuentra este trayecto cultural que incluye todos aquellos lugares que aparecen mencionados en la documentación de que se dispone sobre la familia Martorell y a la que pertenecía Joanot Martorell, el insigne autor de la novela de caballerías Tirant lo Blanch, y que son los siguientes: la Plaza Mayor, la Casa de la Señoría, la alquería de Benibrai, el Pas Estret y la Montaña de Benibrai (la actual Devesa).

Denia: Alfonso de Aragón y Foix fue también conde de Denia, hoy capital de la comarca de la Marina Alta. El procurador general del duque, Pere March, padre de Ausias, gobernaba esta ciudad amenazada por los piratas berberiscos.
- Murallas de Denia
- Castillo de Denia: En el castillo, un contemporáneo anónimo de Ausias March dibujó grafitos o grabados de naves que había en el puerto de Denia. Es el paisaje marítimo de la época de March que se evoca en el Tirant lo Blanch de Joanot Martorell, “el mejor libro del mundo” según Miguel de Cervantes, el cual, precisamente, desembarcó en Denia al volver de Argel.
- Barrio marinero (el Rasset).